# 新潟県立新津南高等学校
新潟県立新津南高等学校（にいがたけんりつ にいつみなみこうとうがっこう）は、新潟県新潟市秋葉区矢代田にある県立高等学校。

## 沿革
- 1981年4月1日 - 開校。

## 教育目標
- 自己を啓発し、人格の尊重と真理を愛する清心を養い、明朗で責任感と実践力に富む健全な心身をそなえた人材を育成する。

## 校歌
- 『新潟県立新津南高等学校校歌』（作詞：谷川俊太郎・作曲：細矢禊）[1]

## 交通
- JR信越本線 矢代田駅より北東へ徒歩約10分

## 学校行事
- 4月 - 入学式、対面式
- 5月 - 中間考査
- 6月 - 体育祭
- 7月 - 期末考査、球技大会、夏季補習
- 9月 - 蒼丘祭
- 10月 - 中間考査
- 12月 - 期末考査、球技大会、2年修学旅行
- 1月 - センター試験、3年学年末考査
- 2月 - 1・2年学年末考査、推薦入試
- 3月 - 卒業式、一般入試

## 部活動
- 野球部
- 剣道部
- バスケットボール部
- バレーボール部
- ソフトテニス部
- サッカー部
- バドミントン部
- 卓球部
- 少林寺拳法部
- 演劇部
- 美術部
- 書道部
- 軽音楽部
- 写真部
- コミックアート部
- 華道部
- 茶道部

## 著名な出身者
- 長井龍雪（アニメーション監督・演出家）